# Mesalina ercolinii
Mesalina ercolinii es una especie de escincomorfos de la familia Lacertidae.

## Distribución geográfica
Es endémica del centro de Somalia.